# Szydłowicze (rejon wołkowyski)
Szydłowicze (biał. Шылавічы; ros. Шиловичи) – agromiasteczko na Białorusi, w obwodzie grodzieńskim, w rejonie wołkowyskim, w sielsowiecie Szydłowicze. W urzędowych źródłach międzywojennych spotykana jest także nazwa Szydłowice.
Znajduje się tu rzymskokatolicka parafia Trójcy Przenajświętszej w Szydłowiczach.
W XIX w. wieś i folwark. Były wówczas siedzibą gminy. W dwudziestoleciu międzywojennym leżały w Polsce, w województwie białostockim, w powiecie wołkowyskim, początkowo w gminie Mścibów. 30 grudnia 1922 utworzono gminę Szydłowicze z siedzibą zarządu gminnego w Szydłowiczach.